# مصفوفة توزيع المسؤوليات

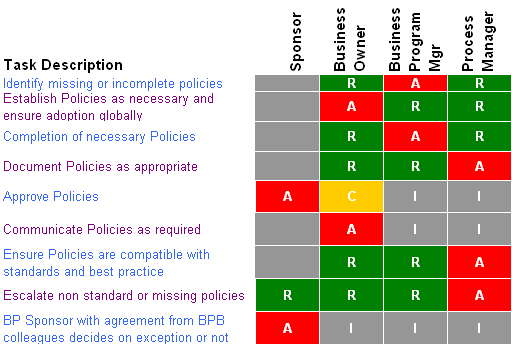

مصفوفة توزيع المسؤوليات هي مصفوفة تحديد المسؤوليات لإنجاز مشروع مقسم في مجموعة من المهام. ، ويطلق عليها في الإنجليزية ( RAM ) وتم اطلاق اختصار آخر وهو (RACI) طبقا لتعريف معهد إدارة المشروعات
وتمثل الحروف الاربعة في (RACI) إلى الاربع الحالات التالية:
- R : الاختصاص
- A : المسؤولية
- C : الاستشارة
- I : الاطلاع